# Richard Cantillon
Richard Cantillon (født i 1680'erne, død 14. maj 1734) var en irsk finansmand, som virkede i Paris. Sammen med François Quesnay, David Hume med flere regnes han som fortaler for den førklassiske nationaløkonomiske skole, hvis højdepunkt lå efter merkantilismens højdepunkt men inden nationaløkonomiens klassikere (Adam Smith, John Stuart Mill, David Ricardo med flere) gjorde deres entre. 1755, det vil sige henved 20 år efter hans død, publiceredes Cantillons værk Essai sur la nature du commerce en général, hvilket henfører ham til fysiokraterne.

## Cantillons økonomiske teori
Ifølge Cantillon beror de relative priser på sigt på det relative markindhold. Varer, som kræver megen mark i produktionen, er dyrere end varer, som kræver mindre mark.
Cantillon anså udenrigshandelen som en selvregulerende mekanisme (guldstrømsmekanismen). Lande, som udfører mere end de indfører, får et overskud i udenrigshandelen, det vil sige et eksportoverskud. De lande, som indfører mere end de udfører, må på den anden side finansiere forskellen med guld. Det indebærer en overføring af guld fra lande med nettoindførsel til lande med nettoudførsel. Efter som lande med nettoudførsel af varer får mere guld ind i den nationale økonomi, stiger guldmængden og dermed pengemængden. På grund af kvantitetsteorien indebærer dette, at landets varer bliver dyrere i forhold til andre landes varer. Derfor synker med tiden overskuddet af udførte varer, ligesom overskuddet af indførte varer i de andre lande falder.